# تشارلز نويز فوربس
تشارلز نويز فوربس (بالإنجليزية: Charles Noyes Forbes)‏ هو عالم نبات أمريكي، ولد في 24 سبتمبر 1883 في Boylston, Massachusetts ‏ في الولايات المتحدة، وتوفي في 10 أغسطس 1920 في هونولولو في الولايات المتحدة.